# Episodi di Bleach

Logo originale dell'anime

Questa è la lista degli episodi di Bleach, serie televisiva anime tratta dal manga omonimo di Tite Kubo, prodotta da Pierrot e Dentsu e diretta da Noriyuki Abe. La serie è stata trasmessa in Giappone da TV Tokyo a partire dal 5 ottobre 2004, concludendosi il 27 marzo 2012, per un totale di 16 stagioni televisive e 366 episodi, di cui più di 160 non tratti dal manga. La serie racconta le avventure dello Shinigami sostituto Ichigo Kurosaki e dei suoi compagni, nella lotta per proteggere l'aldilà in cui risiedono le anime, conosciuto come Soul Society.
La serie utilizza quarantacinque brani per le sigle dell'anime, quindici per quelle di apertura e trenta per quelle di chiusura. Per le puntate 1-167 è adottato un rapporto d'aspetto 4:3, invece dalla 168 l'anime viene trasmesso in alta definizione in formato widescreen 16:9.
L'edizione italiana è stata distribuita su Prime Video. Le prime cinque stagioni sono state pubblicate, al ritmo di una parte ogni mese, dal 26 aprile al 30 agosto 2021. Le stagioni dalla 6 alla 13 sono state pubblicate alla frequenza di due stagioni ogni mese dal 25 gennaio al 25 aprile 2022; mentre le ultime tre stagioni sono uscite mensilmente dal 25 maggio al 25 luglio 2022.
Nel 2022 è iniziato l'adattamento animato dell'ultimo arco narrativo del manga, Bleach: Sennen kessen hen, che concluderà la storia. La nuova serie anime è prodotta sempre da Pierrot, diretta da Tomohisa Taguchi e va in onda su TV Tokyo da ottobre 2022.

## Bleach
Gli episodi vengono suddivisi in 16 stagioni, prendendo come riferimento per i nomi e per le divisioni i DVD ufficiali.
| Nº | Titolo italiano (tradotto) Giapponese 「Kanji」 - Rōmaji                                                    | Episodi | Trasmissione | Trasmissione | Pubblicazione                     | Pubblicazione                    | Fonti                |
| Nº | Titolo italiano (tradotto) Giapponese 「Kanji」 - Rōmaji                                                    | Episodi | Giappone     | Italia       | Giappone                          | Italia                           | Fonti                |
| 1  | Saga del sostituto Shinigami 「死神代行篇」 - Shinigami daikō hen                                           | 1-20    | 2004-2005    | 2021         | 2 febbraio 2005 1º giugno 2005    | 3 novembre 2021                  | [ 4 ] [ 5 ]          |
| 2  | Saga della Soul Society: infiltrazione 「尸魂界潜入篇」 - Sōru Sosaeti - sennyū hen                         | 21-41   | 2005         | 2021         | 1º luglio 2005 23 novembre 2005   | 2 febbraio 2022                  | [ 6 ] [ 7 ]          |
| 3  | Saga della Soul Society: il salvataggio 「尸魂界救出篇」 - Sōru Sosaeti - kyūshutsu hen                     | 42-63   | 2005-2006    | 2021         | 21 dicembre 2005 26 aprile 2006   | 30 marzo 2022                    | [ 8 ] [ 9 ]          |
| 4  | Saga dei Bount 「バウント篇」 - Baunto hen                                                                  | 64-91   | 2006         | 2021         | 24 maggio 2006 20 dicembre 2006   | 25 maggio 2022                   | [ 10 ] [ 11 ]        |
| 5  | Saga dei Bount: assalto alla Soul Society 「バウント 尸魂界・強襲篇」 - Baunto - Sōru Sosaeti kyōshū hen    | 92-109  | 2006-2007    | 2021         | 24 gennaio 2007 25 aprile 2007    | 29 luglio 2022                   | [ 12 ] [ 13 ]        |
| 6  | Saga degli Arrancar: apparizione 「破面・出現篇」 - Arankaru - shutsugen hen                                | 110-131 | 2007         | 2022         | 27 giugno 2007 24 ottobre 2007    | 28 settembre 2022                | [ 15 ] [ 16 ]        |
| 7  | Saga degli Arrancar: infiltrazione nell'Hueco Mundo 「破面・虚圏 潜入篇」 - Arankaru - Wekomundo sennyū hen | 132-151 | 2007         | 2022         | 19 dicembre 2007 23 aprile 2008   | 30 novembre 2022                 | [ 17 ] [ 18 ]        |
| 8  | Saga degli Arrancar: la battaglia 「破面・激闘篇」 - Arankaru - gekitō hen                                  | 152-167 | 2007-2008    | 2022         | 28 maggio 2008 27 agosto 2008     | 1º febbraio 2023                 | [ 20 ] [ 21 ]        |
| 9  | Saga del nuovo capitano Shūsuke Amagai 「新隊長天貝繍助篇」 - Shin taichō Amagai Shūsuke hen                | 168-189 | 2008         | 2022         | 26 novembre 2008 25 marzo 2009    | 29 marzo 2023                    | [ 22 ] [ 23 ]        |
| 10 | Saga degli Arrancar contro gli Shinigami 「破面VS.死神篇」 - Arankaru VS. Shinigami hen                     | 190-205 | 2008-2009    | 2022         | 27 maggio 2009 26 agosto 2009     | 31 maggio 2023                   | [ 25 ] [ 26 ]        |
| 11 | Saga del passato 「過去篇」 - Kako hen                                                                      | 206-212 | 2009         | 2022         | 25 novembre 2009 16 dicembre 2009 | 31 maggio 2023                   | [ 27 ] [ 26 ]        |
| 12 | Saga degli Arrancar: battaglia decisiva a Karakura 「破面・空座決戦篇」 - Arankaru - Karakura kessen hen    | 213-229 | 2009         | 2022         | 27 gennaio 2010 21 aprile 2010    | 26 luglio 2023                   | [ 29 ] [ 30 ]        |
| 13 | Saga della storia alternativa delle Zanpakutō 「斬魄刀異聞篇」 - Zanpakutō ibun hen                         | 230-265 | 2009-2010    | 2022         | 25 maggio 2010 16 gennaio 2011    | 27 settembre 2023                | [ 31 ] [ 32 ]        |
| 14 | Saga degli Arrancar: la caduta 「破面・滅亡篇」 - Arankaru - metsubō hen                                    | 266-316 | 2010-2011    | 2022         | 23 febbraio 2011 25 gennaio 2012  | 29 novembre 2023 31 gennaio 2024 | [ 34 ] [ 35 ] [ 36 ] |
| 15 | Saga dell'esercito invasore delle tredici Brigate 「廷十三隊侵軍篇」 - Gotei jūsan tai shingun hen          | 317-342 | 2011         | 2022         | 22 febbraio 2012 25 luglio 2012   | 27 marzo 2024                    | [ 38 ] [ 39 ]        |
| 16 | Saga del sostituto Shinigami scomparso 「死神代行消失篇」 - Shinigami daikō shōshitsu hen                   | 343-366 | 2011-2012    | 2022         | 22 agosto 2012 23 gennaio 2013    | 29 maggio 2024                   | [ 41 ] [ 42 ]        |

## Bleach: Thousand Year Blood War
| Nº | Giapponese 「Kanji」 - Rōmaji                                                                     | Episodi | Trasmissione | Trasmissione | Pubblicazione    | Pubblicazione  | Fonti         |
| Nº | Giapponese 「Kanji」 - Rōmaji                                                                     | Episodi | Giappone     | Italia       | Giappone         | Italia         | Fonti         |
| 1  | Saga della guerra di sangue 「BLEACH 千年血戦篇」 - Bleach: Sennen kessen hen                     | 1-13    | 2022         | 2023         | 26 aprile 2023   | 12 luglio 2024 | [ 43 ] [ 44 ] |
| 2  | Saga della separazione 「BLEACH 千年血戦篇-訣別譚-」 - Bleach: Sennen kessen hen - Ketsubetsu tan | 14-26   | 2023         | 2023         | 28 febbraio 2024 | 12 luglio 2024 | [ 45 ] [ 44 ] |
| 3  | Saga del conflitto 「BLEACH 千年血戦篇-相剋譚-」 - Bleach: Sennen kessen hen - Sangoku tan        | 27-40   | 2024         | 2024-2025    | 28 maggio 2025   | -              | [ 46 ] [ 47 ] |